# Tracedawn
Tracedawn est un groupe de death metal mélodique finlandais.  Le deuxième album parait un an plus tard, en 2009, sous le label Redhouse Finland Music Publishing et s'intitule Ego Anthem. En 2012, ils annoncent la sortie d'un nouvel album intitulé Lizard Dusk, pour le 15 février au label Redhouse. Depuis 2013, l'activité du groupe est inconnue.

## Biographie
Le groupe est formé entre 2005 et 2006 sous le nom de Moravia. Le groupe change de nom pour Tracedawn en 2007. Le premier album du groupe, éponyme, est publié en 2008 et auto-produit.
Le deuxième album parait un an plus tard, en 2009, sous le label Redhouse Finland Music Publishing et s'intitule Ego Anthem. En septembre la même année, le groupe publie la vidéo de la chanson The Forsaken, extraite de l'album. En décembre 2009, ils sont confirmés pour le Summer Breeze Festival avec des groupes comme Dark Funeral, Sepultura et Obituary. En 2010, plusieurs membres fondateurs quittent le groupe qui se retrouve sans chanteur. Les membres lancent alors un appel pour trouver un nouveau chanteur. 
En 2012, ils annoncent la sortie d'un nouvel album intitulé Lizard Dusk, pour le 15 février au label Redhouse. L'album est produit et enregistré avec Tuomas Yli-Jaskari, Perttu Kurttila et Vili Itäpelto aux Seawolf et Redhouse Studios, mixé parHenrik Udd au Studio Fredman en Suède et masterisé lar Mika Jussila aux studios Finnvox. Lizard Dusk marque le premier enregistrement du groupe depuis le départ de son chanteur Antti Lappalainen. En décembre 2012, le bassiste Pekko Heikkilä quitte le groupe pour se consacrer à un nouveau projet musical appelé Attempted Life. Il est remplacé par Jonne Lindqvist. Depuis 2013, l'activité du groupe est inconnue.

## Membres

### Membres actuels
- Tuomas Yli-Jaskari – guitare, chant (2005–2013)
- Perttu Kurttila – batterie (2005–2013)
- Vili Itäpelto – claviers (2005–2013)
- Roni Seppänen – guitare (2009–2013)
- Jonne Lindqvist – basse (2012–2013)

### Anciens membres
- Henkka Vahtere – basse (2007)
- Jeremy Qvick – guitare (2007–2008)
- Antti Lappalainen – chant (2007–2011)
- Pekko Heikkilä – basse (2008–2012)
- Niko Kalliojärvi – chant (2011–2013)

## Discographie
- 2008 : Tracedawn[3] (auto-production)

1. Without Walls
2. Test of Faith
3. Art of Violence
4. Fallen Leaves
5. In Love with Insanity
6. Path of Reality
7. Widow
8. Justice for None

- 2009 : Ego Anthem[4] (Redhouse FMP)

1. Make Amends
2. Part of the Wounded
3. Scum
4. In Your Name
5. Your Way Is Not for Me
6. Dirt Track Speedball
7. Repeating Mistakes
8. Brain Attack
9. The Forsaken

- 2012 : Lizard Dusk[7] (Redhouse FMP)

1. Arabian Nights
2. Breed Insane
3. Sick Fire
4. The Crawl
5. You're Fired!
6. Machine
7. Nothing And Nowhere
8. Thanks For Asking, I'm Just Obsessed
9. Taught My Eyes To Lie